# Статный (миноносец)
Статный — русский миноносец типа «Сокол» (10 октября 1907 года переклассифицирован в эскадренные миноносцы).

## Офицеры миноносца
- Командиры:
  - 22.06.1904-02.08.1904 — Лейтенант Р. Н. Вердеревский 2-й
  - 02.08.1904-08.11.1904 — Лейтенант И. Н. Быков 3-й
  - 08.11.1904-26.01.1906 — Лейтенант барон А. М. Косинский 2-й
  - 18.12.1906 — 02.01.1907 — Лейтенант П. П. Винокуров 1-й
  - хх.хх.1907 — хх.хх.1908 — Лейтенант А. В. Берг
  - 08.12.1912 — 01.01.1913 — Лейтенант Е. П. Винокуров 2-й
- Вахтенный начальник:
  - 19.06.1904 — Мичман Б. П. Хлюстин
- Судовой механик:
  - Помощник старшего инженер-механика П. Ф. Лавров 3-й